# Roswitha Arens
Roswitha Arens, née le 27 juin 1965 à Saint-Vith est une femme politique belge germanophone, membre d'Ecolo.
Elle est fleuriste.

## Fonctions politiques
- 2009-2014 : membre du parlement germanophone.